# Michael Köberle

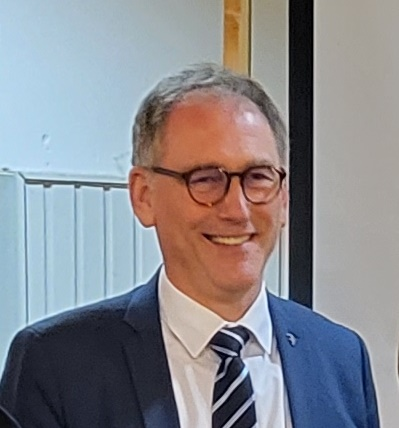
Michael Köberle, 2023

Michael Georg Köberle (* 23. Dezember 1965 in Limburg an der Lahn) ist ein deutscher Politiker (CDU) und seit 2019 Landrat des Landkreises Limburg-Weilburg.

## Leben
Nach seinem Schulbesuch schloss Köberle seine Berufsausbildung zum Energieanlagenelektroniker im Jahr 1985 ab und besuchte anschließend die Fachoberschule mit der Fachrichtung Elektrotechnik, bevor er seinen 15-monatigen Grundwehrdienst in Frankenberg (Eder) und in Wetzlar absolvierte. Das dreijährige Studium der Elektrotechnik an der Fachhochschule Gießen schloss er als Dipl.-Ing. (FH) im Jahr 1992 ab.
Nach seinem Studium war Köberle in den Jahren 1992 bis 2001 in den Konzernen Mannesmann und Siemens national und international im Anlagenbau tätig. Beim Hessischen Rundfunk in Frankfurt am Main war er von 2002 bis 2008 Leiter der Energietechnik und von 2008 bis 2016 Leiter der Betriebstechnik. Ab dem Jahr 2016 war er Bereichsleiter des Betriebsmanagements in dieser Landesrundfunkanstalt bis zu seinem Ausscheiden am 31. Dezember 2018.
Köberle ist seit 1992 verheiratet mit Petra Köberle und hat drei Söhne und eine Tochter. Er wohnt im Limburger Stadtteil Eschhofen.

## Politik
Im Zuge der deutschen Wiedervereinigung trat Köberle in die CDU ein. Von 2001 bis 2008 war er Ortsbeiratsmitglied der CDU-Fraktion in Eschhofen. Ab 2007 wurde er Stadtverordneter und von 2010 bis 2013 Fraktionsvorsitzender der CDU in der Stadtverordnetenversammlung in Limburg. Im Jahr 2015 wurde er zum Stadtverordnetenvorsteher sowie 2016 zum Kreistagsmitglied und stellvertretenden Kreistagsvorsitzender gewählt. Im Rahmen seiner ehrenamtlichen kommunalpolitischen Tätigkeiten arbeitet Köberle in diversen Kommissionen und Ausschüssen.
Am 11. November 2018 wurde er in einer Stichwahl mit 57,9 Prozent der abgegebenen Stimmen als Nachfolger von Manfred Michel zum Landrat des Landkreises Limburg-Weilburg gewählt. Sein Gegenkandidat war Jörg Sauer (SPD). Das Amt trat er am 1. Januar 2019 an.
Bei der Landratswahl am 9. Juni 2024 setzte er sich mit 78,1 Prozent der abgegebenen Stimmen gegen den unabhängigen Kandidaten André Pabst durch.
Landrat Michael Köberle ist seit 2019 Vorsitzender des Aufsichtsrats der beiden kreisangehörigen Kreissparkassen Limburg und Weilburg. Außerdem führt er die Sparkassen-Stiftung Limburg-Weilburg als Vorsitzender des Stiftungsvorstands an.
Kritik an Köberle kam auf, nachdem bekannt wurde, dass er am 1. Januar 2021 gegen COVID-19 geimpft wurde, obwohl er keiner Risikogruppe angehört. Der Landrat rechtfertigte dies damit, dass der Impfstoff sonst hätte entsorgt werden müssen.